# Schinus venturi
Espèce
Classification phylogénétique
Statut de conservation UICN

 VU  : Vulnérable
Schinus venturi est une espèce de plante du genre Schinus de la famille des Anacardiaceae.